# Rada Zastępcza Tymczasowa
Rada Zastępcza Tymczasowa Księstwa Mazowieckiego – organ władzy cywilnej powstały 19 kwietnia 1794 w czasie insurekcji kościuszkowskiej, zastąpiony przez Radę Najwyższą Narodową.
Rada składała się z 21 członków. Zajmowała się m.in. organizacją wojska i uzbrojenia dla niego, ponadto utrzymywała kontakt z królem, zwlekała z aresztowaniem i wymierzeniem kary uczestnikom konfederacji targowickiej. To zadecydowało, że była krytykowana przez jakobinów, a nawet naczelnika Tadeusza Kościuszkę.
Inspirowany przez Jana Dembowskiego i Kazimierza Konopkę lud warszawski 9 maja wtargnął do ratusza żadając ukarania targowiczan. Obawiając się samosądu Rada poleciła sądowi niezwłoczne wydanie wyroków. Konsekwencją zamieszek było powołanie przez Kościuszkę 10 maja Rady Najwyższej Narodowej, która 28 maja zastąpiła Radę Zastępczą Tymczasową Księstwa Mazowieckiego.

## Skład Rady Zastępczej Tymczasowej Księstwa Mazowieckiego
- Ignacy Wyssogota Zakrzewski – przewodniczący, prezydent miasta (od dnia 17 kwietnia)
- Stanisław Mokronowski – komendant wojskowy Warszawy

- Wydział Dyplomatyczny: Franciszek Eliasz Aloe[1], Antoni Augustyn Deboli, Ksawery Szymon Działyński, Antoni Bazyli Dzieduszycki, Michał Kochanowski, Jan Nepomucen Małachowski, Tadeusz Antoni Mostowski, Michał Wulfers
- Wydział Policyjny: Ignacy Wyssogota Zakrzewski
- Wydział Skarbowy: Andrzej Ciemniewski, Franciszek Gautier, Jan Kiliński, Stanisław Ledóchowski, Piotr Potocki, Stanisław Rafałowicz, Szymon Kazimierz Szydłowski, Ignacy Zajączek[1]
- Wydział Wojskowy: Jan Nepomucen Horain, Franciszek Ksawery Makarowicz, Stanisław Mokronowski, Mikołaj Radziwiłł, Franciszek Tykiel, Józef Wasilewski, Klemens Węgierski, Józef Wybicki